# Irma Walther-Dumbsky
Irma Barbara Walther-Dumbsky (* 14. September 1920 in Nürnberg als Irma Dumbsky; † 31. Mai 2005 ebenda) war eine deutsche Turnerin. 

## Leben
Irma Walther begann in ihrer Jugend beim Turnverein Tafelhof-Nürnberg mit dem Turnen und wechselte 1936 zum TSV 1846 Nürnberg. Im gleichen Jahr trat auch ihr späterer Trainer und Ehemann Gustl Walther dem Verein bei. Beide schafften es in den Olympia-Nachwuchskader. Da sie jedoch noch zu jung war, durfte Irma Walther nicht an den Olympischen Sommerspielen 1936 teilnehmen. Während des Zweiten Weltkriegs wurde Gustl zum Militärdienst einberufen und kämpfte an der Ostfront. Im Februar 1942 heiratete das Paar durch eine Ferntrauung. 
1940 wurde Irma Walther-Dumbsky erstmals Deutsche Meisterin. Während ihrer Karriere gewann sie insgesamt dreizehn deutsche Meistertitel, darunter  fünf im Einzelmehrkampf. Als Olympiateilnehmerin in Helsinki 1952 verpasste sie mit der deutschen Turnriege in der Gruppengymnastik als Vierte knapp einen Medaillengewinn, im Mannschaftsmehrkampf belegte sie Rang fünf. An den Einzelgeräten waren ein jeweils 24. Platz im Einzelmehrkampf und am Stufenbarren ihr bestes Ergebnis. 1954 war Walther-Dumbsky Teil der deutschen Mannschaft, die an den Weltmeisterschaften in Rom teilnahm. 1956 beendete sie ihrer Karriere.
Im Anschluss wurde sie Turntrainerin und Bundeskunstturnwartin des Deutschen Turnerbunds. Des Weiteren war sie unter anderem bei den Olympischen Sommerspielen 1968 in Mexiko-Stadt als Kampfrichterin im Einsatz. Für ihr Engagement wurde die mit dem Silbernen Lorbeerblatt und der Walter-Kolb-Plakette des Deutschen Turnerbundes ausgezeichnet.

## Trivia
2023 wurde ein Teilstück der Weißenseestraße in Nürnberg in „Irma-Walther-Straße“ umbenannt ⊙. Sie führt zum Vereinsgelände des TSV 1846, als dessen Mitglied Walter-Dumbsky ihre Erfolge feierte.